# Don't Move
Pour plus de détails, voir Fiche technique et Distribution.
Don't Move est un thriller américain écrit par T.J. Cimfel et David White et réalisé par Adam Schindler et Brian Netto. Sorti en 2024, il met en vedette Kelsey Asbille, Finn Wittrock et Daniel Francis (en). 
Le film est sorti sur Netflix le 25 octobre 2024. 

## Intrigue
L'intrigue tourne autour d'un « tueur chevronné qui injecte un agent paralysant à une femme en deuil. Elle doit fuir, se battre et se cacher avant que son corps ne s'éteigne complètement ».

## Fiche technique
- Titre original : Don't Move
- Réalisation : Adam Schindler, Brian Netto
- Scénario : T.J. Cimfel, David White
- Photographie : Zach Kuperstein
- Montage : Josh Ethier
- Musique : Mark Korven, Michelle Osis
- Production :
- Sociétés de production :
- Pays de production : États-Unis
- Langue originale : anglais
- Format : couleur
- Genre : thriller et horreur
- Durée : 92 min
- Dates de sortie[2] :
  - Internet : 25 octobre 2024 (Netflix)

## Distribution
- Kelsey Asbille (VF : Zina Khakhoulia) : Iris
- Finn Wittrock (VF : Jim Redler) : Richard
- Moray Treadwell (VF : Philippe Catoire) : Bill
- Daniel Francis (en) (VF : Daniel Lobé) : Dontrell Carter, un policier

 Source et légende : version française (VF) sur RS Doublage

## Production
En décembre 2022, il a été annoncé qu'Adam Schindler et Brian Netto dirigeraient le thriller d'horreur Don't Move, écrit par T.J. Cimfel et David White. Il a été produit par Sam Raimi et Zainab Azizi de Raimi Productions, Capstone Studios de Christian Mercuri, Alex Lebovici de Hammerstone Studios et Sarah Sarandos,.
En mai 2023, Kelsey Asbille et Finn Wittrock ont été choisis pour les rôles principaux. Le tournage principal a eu lieu en Bulgarie de juin à fin juillet 2023,. Deux jours avant la fin du tournage, un accord provisoire a été accordé à la production pour poursuivre le tournage pendant la grève SAG-AFTRA de 2023,. Mark Korven et Michelle Osis ont composé la musique du film.

## Sortie
En novembre 2023, Signature Entertainment acquiert les droits de distribution pour le Royaume-Uni et l'Irlande. En avril 2024, Netflix achète les droits mondiaux. Le film sort sur Netflix le 25 octobre 2024.